# Straupe
Straupe (niem. Roop) – historyczne miasto, obecnie wieś, położona w środkowej Łotwie. W roku 2005 ludność wsi wynosiła około 1400 mieszkańców.